# ۱۲۸۱ (میلادی)
۱۲۸۱ (میلادی) هزار و دویست و هشتاد و یکمین سال تقویم میلادی است.

## درگذشتگان
‎